# 徳川登代子
徳川 登代子（とくがわ さよこ、1865年7月21日（慶応元年閏5月29日） - 1939年（昭和14年）8月）は、江戸時代末期から昭和時代の女性。清水徳川家第7代当主・徳川篤守の妻。父は小笠原忠幹。

## 生涯
安志藩主・小笠原忠幹の次女として生まれる。清水徳川家第7代当主・徳川篤守の妻となり、1884年（明治17年）に長男の徳川好敏を出産した。篤守との間に5男5女を儲けたが、後に離縁した。
1939年（昭和14年）、死去した。